# Cruzmaltina
Cruzmaltina est une municipalité brésilienne située dans l'État du Paraná.